# Золотницький Микола Федорович

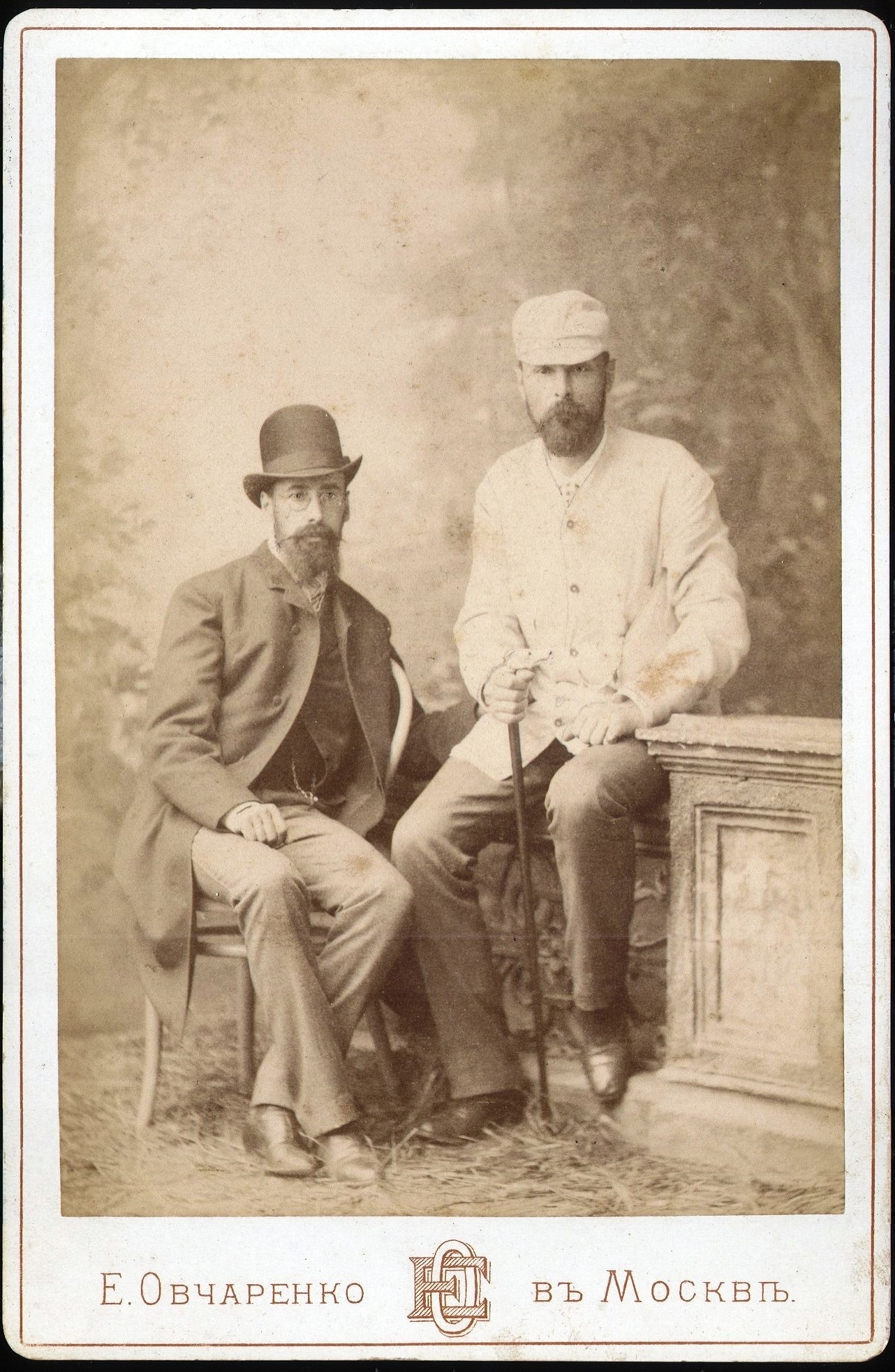
Микола Золотницький та Андрій Мещерський

Микола Федорович Золотницький (25 квітня 1851, Брест-Литовськ, Російська імперія — травень 1920, Москва, РРФСР) — один із зачинателів російської та міжнародної акваріумістики, біолог, автор популярної книги «Акваріум любителя», автор книги «Квіти в легендах та переказах».

## Біографія
Незабаром після народження родина переїхала до Німеччини. Навчався в початковій школі Дрездена. В 1866 родина повернулась до Росії, де Микола закінчив п'яту московську гімназію, та вступив на фізико-математичний факультет Московського університету. Інформація про закінчення університету відсутня.
З 1875 почав викладати іноземні мові в Ліцеї цесаревича Миколи, потім в інших навчальних закладах. Після жовтневого перевороту працював інспектором народного комісаріату просвіти.
Похований на Введенському кладовищі.